# Likalampi (Hällefors socken, Västmanland, 664503-142636)
Likalampi är en sjö i Hällefors kommun i Västmanland och ingår i Göta älvs huvudavrinningsområde. Sjöns area är 0,029 kvadratkilometer och den är belägen 213 meter över havet.